# Contrebande (film)
Pour plus de détails, voir Fiche technique et Distribution.
Contrebande (Contraband) est un thriller américano-britannico-français de Baltasar Kormákur sorti en 2012. Il s'agit du remake du film Illegal Traffic, sorti en 2008.

## Synopsis
Chris Farraday a abandonné sa vie de contrebandier, mais se retrouve contraint de reprendre du service pour aider son beau-frère, qui a bâclé une transaction de drogue pour son patron, l'impitoyable baron de la drogue Tim Briggs, afin de régler la dette de ce dernier en effectuant un  voyage au Panama pour rapporter des millions de dollars en faux billets.

## Fiche technique
- Titre : Contrebande
- Titre original : Contraband
- Réalisation : Baltasar Kormákur
- Scénario : Aaron Guzikowski d'après le scénario du film Illegal Traffic écrit par Arnaldur Indriðason et Óskar Jónasson
- Décors : Tony Fanning
- Costumes : Jenny Eagan
- Photographie : Barry Ackroyd
- Montage : Elísabet Ronaldsdóttir
- Musique : Clinton Shorter
- Production : Tim Bevan, Eric Fellner, Baltasar Kormákur, Stephen Levinson et Mark Wahlberg
  - Production exécutive : Bill Johnson
  - Directeur de production : Peter J. Novak
- Sociétés de production : Blueeyes Productions, Closest to the Hole Productions, Farraday Films, Leverage Management, Relativity Media, Studio Canal, Universal Pictures et  Working Title Films
- Sociétés de distribution :  Rogue •  Optimum Releasing •  Universal Pictures
- Budget : 41 millions de dollarsUS[1]
- Pays d'origine :  États-Unis,  Royaume-Uni,  France
- Langue originale : Anglais
- Genre : Thriller, film de gangsters
- Durée : 109 minutes
- Date de sortie en salles : 
  -  États-Unis,  Canada : 13 janvier 2012
  -  Royaume-Uni : 16 mars 2012
  -  France,  Belgique : 16 mai 2012
- Classification :
  -  R (certificate #47031)
  -  13+ (au  Québec)[2]
  -  Tout public

## Distribution
- Mark Wahlberg (VF : Bruno Choël ; VQ : Patrice Dubois) : Chris Farraday
- Kate Beckinsale (VF : Laura Blanc ; VQ : Camille Cyr-Desmarais) : Kate Farraday
- Ben Foster (VF : Alexandre Gillet ; VQ : Martin Watier) : Sebastian Abney
- Giovanni Ribisi (VF : Fabrice Josso ; VQ : Hugolin Chevrette) : Tim Briggs
- Caleb Landry Jones (VF : Benjamin Jungers ; VQ : Nicolas Bacon) : Andy
- Lukas Haas (VF : Antoine Schoumsky ; VQ : Guillaume Champoux) : Danny Raymer[3]
- J. K. Simmons (VF : Frédéric van den Driessche ; VQ : Pierre Chagnon) : capitaine Camp
- Kevin Lucky Johnson (VF : Asto Montcho) : Tarik
- William Lucking (VQ : Yves Corbeil) : Bud Farraday
- Ólafur Darri Ólafsson (VF : Régis Ivanov) : Olaf
- Diego Luna (VF : Joakim Latzo ; VQ : Frédéric Paquet) : Gonzalo[3]
- Connor Hill (VQ : Alexis Plante) : Michael
- Bryce McDaniel (VQ : Thomas-Fionn Tran) : Eddie
- Jacqueline Fleming (VQ : Annie Girard) : Jeanie
- David O'Hara (VF : Christian Pélissier ; VQ : Frédéric Desager) : Jim Church

Studio d'enregistrement : Symphonia Films
- Direction artistique : Béatrice Delfe
- Adaptation : Vanessa Chouraqui

Source pour la version française : RS Doublage et crédits à la fin du film.
Source pour la version québécoise : Doublage.qc.ca.

## Réception

### Accueil critique
Contrebande a, dans l'ensemble, obtenu des critiques mitigées dans les pays anglophones : le site Rotten Tomatoes lui attribue un pourcentage de 48 % dans la catégorie All Critics, basé sur 111 commentaires et une note moyenne de 5.4⁄10 et un pourcentage de 53 % dans la catégorie Top Critics, basé sur 32 commentaires et une note moyenne de 5.6⁄10, le site Metacritic lui attribue un score de 52⁄100, basé sur 34 commentaires.

### Box-office
En dépit des critiques mitigées, Contrebande rencontre un assez bon succès au box-office américain : le film démarre à la première place dès son week-end d'ouverture avec 28,5 millions de dollars  et parvient à se maintenir dans les dix premières places les deux semaines suivantes avec 58,6 millions de dollars.